# Elecciones generales de Alemania Oriental de 1950
Las Elecciones generales de Alemania oriental de 1950 se celebraron el 19 de octubre de 1950, siendo los primeros comicios parlamentarios oficiales desde la fundación del país el 7 de octubre de 1949; se eligieron 466 diputados a la Volkskammer (incluyendo 66 de Berlín Oriental que no fueron elegidos de forma directa) en total.
A los votantes se les presentó una lista única del Frente Nacional de Alemania Democrática, que a su vez era controlada por el comunista Partido Socialista Unificado de Alemania. Como sería el caso en todas las elecciones en Alemania del Este, un solo candidato apareció en la boleta electoral. Los votantes simplemente tomaron la papeleta de votación y la dejaron caer en la urna. Los que querían votar en contra del candidato tenían que ir a una cabina especial, sin ningún secreto. Los escaños se repartieron sobre la base de una cuota establecida, sin los totales reales de los votos. Al garantizar que sus candidatos dominaron la lista, el SED predeterminó eficazmente la composición de la Volkskammer.
Según cifras oficiales, la lista del Frente Nacional recibió la aprobación del 99,6% de los votantes, con una participación del 98,5%.

## Resultados
| Partido                            | Votos      | %    |
| ---------------------------------- | ---------- | ---- |
| Frente Nacional                    | 12 088 745 | 99,6 |
| En contra                          | 51 187     | 0,4  |
| Votos nulos/en blanco              | 51 187     | 0,4  |
| Total                              | 12 139 932 | 100  |
| Votantes registrados/Participación | 12 325 168 | 98,5 |
| Fuente: Nohlen & Stöver            |            |      |

### Distribución de escaños
| Partido                                                          | Escaños |
| ---------------------------------------------------------------- | ------- |
| Partido Socialista Unificado de Alemania                         | 110     |
| Unión Demócrata Cristiana                                        | 67      |
| Partido Liberal Democrático de Alemania                          | 66      |
| Federación Alemana de Sindicatos Libres                          | 49      |
| Partido Nacional Democrático de Alemania                         | 35      |
| Partido Democrático Campesino de Alemania                        | 33      |
| Juventud Libre Alemana                                           | 25      |
| Kulturbund                                                       | 24      |
| Liga de Mujeres Demócratas                                       | 20      |
| Unión de los Perseguidos del Régimen Nazi                        | 19      |
| Asociación de Ayuda Mutua de Campesinos                          | 12      |
| Partido Socialdemócrata de Alemania (sección en Berlín oriental) | 6       |